# Verkiezingen voor het Europees Parlement 2014/Kandidatenlijst/Debout les Belges
Dit is de kandidatenlijst van het Belgische Debout les Belges voor de Europese verkiezingen van 2014.

## Effectieven
1. Abdesselam Laghmich

## Opvolgers
1. Corinne Gouget
2. Nicolas Geets
3. Nathalie Capoen
4. Abdessamade Sabbani
5. Melanie Vritschan
6. Andrej Oljaca